# Microchirita lavandulacea
Microchirita lavandulacea là một loài thực vật có hoa trong họ Tai voi (Gesneriaceae). Loài này có trong khu vực từ Ấn Độ, Trung Quốc tới miền bắc Việt Nam, về phía nam tới Malaysia; được Otto Stapf mô tả khoa học đầu tiên năm 1925 dưới danh pháp Chirita lavandulacea. Năm 2011, Yin Z.Wang chuyển nó sang chi Microchirita.